# 日本橋中洲
日本橋中洲（日语：／ Nihonbashi-nakasu */?）是東京都中央區的町名。郵遞區號103-0008。

## 地理
位於東京都中央區、舊日本橋地域東南部，北鄰日本橋濱町，東與常盤、清澄之間以隅田川為界，西南接日本橋箱崎町。與江東區清澄之間有清洲橋相通。本地歸屬日本橋久松町的久松警察署管轄。

### 河川
- 隅田川
  - 清洲橋

## 歷史

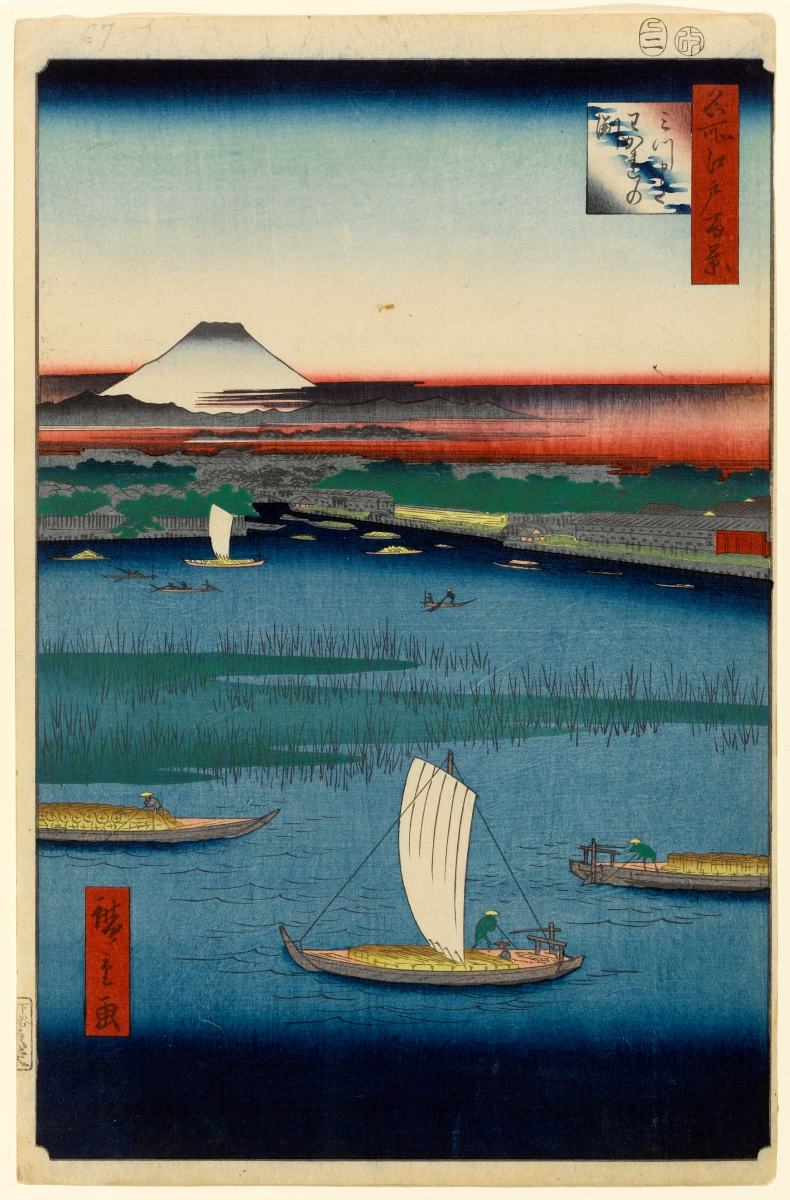
『江戶名所百景』「みつまたわかれの淵」
從隅田川對岸眺望安政時期的中洲。

中洲從文字上是指隅田川中洲。河川在此地分為三條水路，因此這一帶也稱みつまた（有「三派」、「三ツ俣」、「三つ股」等寫法）。此外，附近海域是淡水海水分界處，因此稱為「別れの淵」。為賞月景點，遊船活動盛行。
1695年（萬治2年），吉原的遊女高尾太夫在中洲附近的船上被處以吊斬，遺體漂至北新堀河岸，後供奉在高尾稻荷。
1771年7月27日（明和8年6月16日），馬込勘解由進行填埋工程，1773年1月10日（安永元年12月18日）中洲新地竣工。1775年（安永4年）建立富永町。此地餐飲店林立，成為一大歡樂街，吸引兩國遊客前來而興盛。但隅田川河道窄小造成上游洪水頻繁，加上實施寛政改革的影響，1789年（寛政元年）拆除此地，變回蘆葦茂密的淺灘。拆除的土石用來建築隅田川的堤防。
1886年（明治19年）再度進行填埋工程，成立中洲河岸，後改為中洲町。1893年（明治26年）真砂座開幕，中洲再次成為人聲鼎沸的娛樂街，大正早期廢除。
1935年（昭和10年）改稱中洲。1947年（昭和22年）改為中央區日本橋中洲。1971年（昭和46年）實施住居表示。1971年（昭和46年）填埋濱町町界，翌年填埋箱崎町町界，完全陸地化。

### 地名由來
意為隅田川上的沙洲。

## 交通
鐵路
- 都營地下鐵新宿線 ○濱町站
- 東京地下鐵半藏門線 ○水天宮前站

巴士
- 都營巴士秋26

道路
- 清洲橋通

## 設施
- 金刀比羅宮

## 備註
1. ↑  町丁目別世帯数男女別人口　中央区ホームページ  平成25年8月1日現在 的存檔，存档日期2013-03-12.

## 外部連結
- 日本橋濱町地區 町名的由來 - 中央區官方網站內
- 中洲町會網站 （页面存档备份，存于）